# Clavell de trenta
El clavell de trenta Dianthus chinensis (el nom científic significa clavell de la Xina; en xinès: shi zhu) és una espècie de clavell del gènere Dianthus natiu del nord de la Xina, Corea, Mongòlia i sud-est de Rússia.
És una planta perenne herbàcia que fa de 30 a 50 cm d'alt. Les fulles són verdes a verd grisenques, primes, de 3–5 cm de llarg i 2–4 mm d'ample. Les flors són blanques, rosades o vermelles, de 3–4 cm de diàmetre, solitàries o en grups petits, floreixen des de la primavera a mitjan estiu.
És molt cultivada com planta ornamental amb nombroses cultivars.
També s'utilitza en cultius d'acompanyament en horticultura